# الکترونیک آنالوگ

شیفتر سطح ساده با دیودهای زنر

الکترونیک آنالوگ (انگلیسی: Analog Electronics) به بررسی و طراحی سامانه‌های الکترونیکی می‌پردازد که با سیگنال‌های آنالوگ کار می‌کنند، برخلاف سامانه‌های الکترونیک دیجیتال که با سیگنال‌های دیجیتال (که دامنهٔ آنها تنها دو سطح دارد) کار می‌کنند.
مباحثی مانند طراحی تقویت‌کننده‌ها (Amplifiers)، طراحی منابع تغذیه (Power Supplies)، طراحی فیلترها و مُبَدلهای آنالوگ به دیجیتال و برعکس، طراحی شکل‌دهنده‌های سیگنال (Signal Conditioning)، همگی در الکترونیک آنالوگ مطرح می‌شوند.
واژه آنالوگ از واژه یونانی ανάλογος که به معنای "قیاس" است گرفته شده‌است.